# Bies Penentanan
Bies Penentanan is een bestuurslaag in het regentschap Aceh Tengah van de provincie Atjeh, Indonesië. Bies Penentanan telt 986 inwoners (volkstelling 2010).